# 사커라인
사커라인은 2001년에 개설된 대한민국의 축구 커뮤니티 사이트이다. 한때 한준희 해설위원이 운영자로서 활동했던 곳이다.